# Robert Trauden
Peter Robert Trauden (* 15. August 1906 in Köln; † 1. Juni 1964 ebenda) war ein deutscher Radrennfahrer und nationaler Meister im Radsport.

## Sportliche Laufbahn
Trauden war im Bahnradsport aktiv. 1930 gewann er die nationale Meisterschaft im Sprint der Amateure vor Hans Dasch, mit dem er auch Tandemrennen bestritt. Trauden erlernte den Bahnsprint in der sogenannten „Kölner Sprinterschule“, aus der unter anderem Toni Merkens und Albert Richter hervorgegangen waren. Zwei Jahre lang war er Mitglied der deutschen Nationalmannschaft und bestritt einige Bahnländerkämpfe. Er startete für den Verein RC Adler Köln.
Nach seiner Sport-Karriere war Trauden als Zahnarzt tätig. Er war ab 1934 mit Cäcilie geb. Reusch verheiratet. Trauden starb 1964 im Alter von 57 Jahren im Kölner St. Marien-Hospital.